# ژوئن
ژوئن (به فرانسوی: Juin) ششمین ماه سال میلادی در گاه‌شمار ژولینی و گاه‌شمار گریگوری است و یکی از چهار ماه ۳۰ روزهٔ سال است. اووید شاعر رومی، در چکامه‌هایش برای نام ژوئن، دو ریشه آورده‌است: نخستین آن یونو (juno)، خدایگان رومی و همسر ژوپیتر است که هم ردیف هرا خدایگان یونانی در افسانه‌های یونان باستان است. دوم: گفته‌است که این نام از واژهٔ لاتین iuniores به معنی «جوانترها» گرفته شده که در برابر maiores به معنی «بزرگترها» یا «پیرترها» قرار می‌گیرد. اووید بر این باور بود که ریشهٔ ماه مه، ماه پیش از ژوئن، از واژهٔ maiores گرفته شده‌است.
نه در سال‌های معمولی و نه در سال‌های کبیسه هیچ ماهی وجود ندارد که با همان روزی از هفته آغاز شود که ژوئن آغاز می‌شود. ماه مه و ژوئن تنها دو ماهی اند که از این ویژگی برخوردارند. ژوئن در همان روزی از هفته به پایان می‌رسد که مارس به پایان می‌رسد.
در نیم‌کرهٔ شمالی ژوئن بلندترین روزهای سال و در نیم‌کرهٔ جنوبی کوتاه‌ترین روزها را دارد. از نظر فصلی ژوئن در نیم‌کرهٔ شمالی برابر با دسامبر در نیم‌کرهٔ جنوبی است و برعکس. در نیم‌کرهٔ شمالی ۱ ژوئن آغازگر تابستان است و در نیم‌کرهٔ جنوبی آغازگر زمستان.

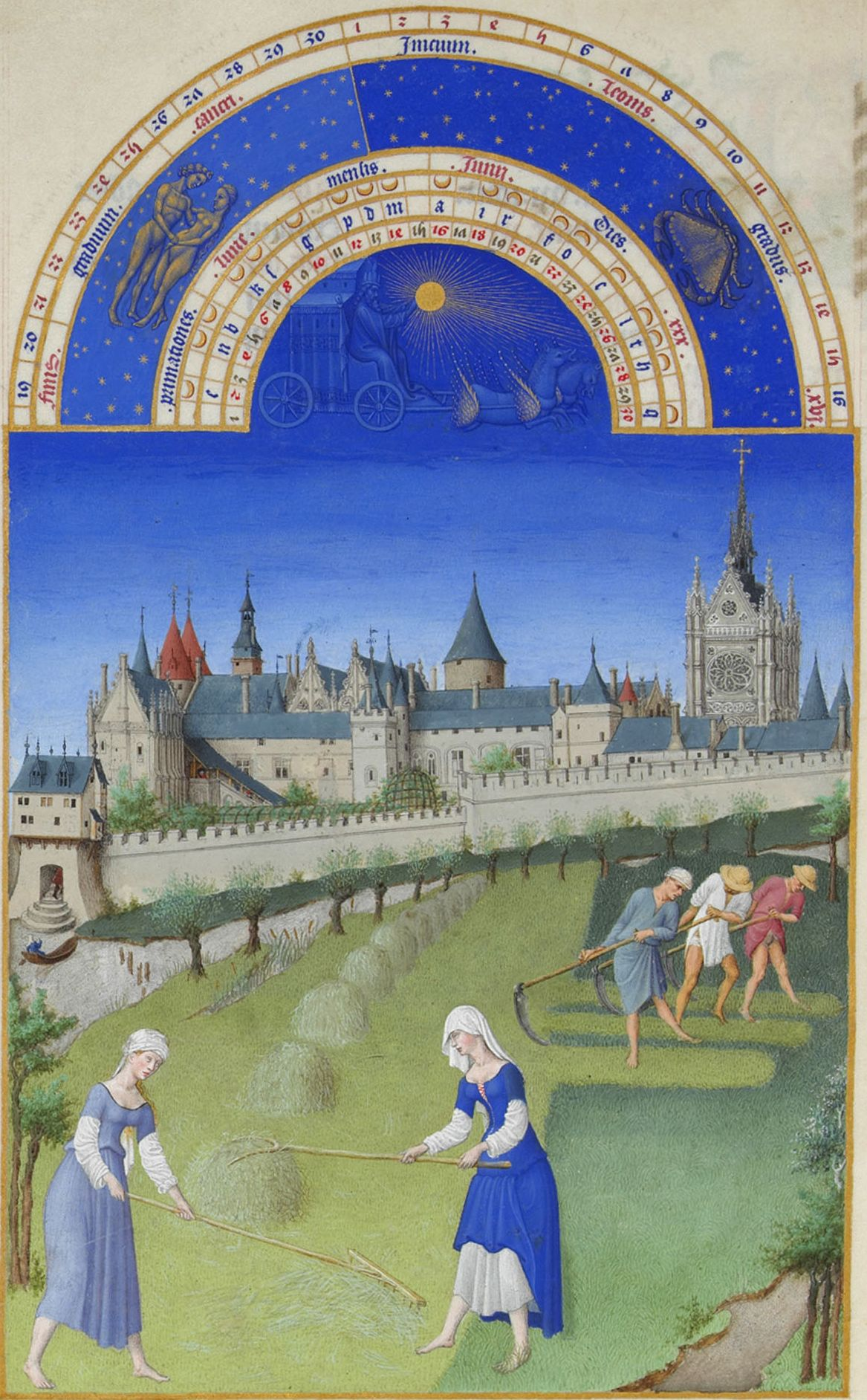
ژوئن در ساعات خوش دوک دوبری

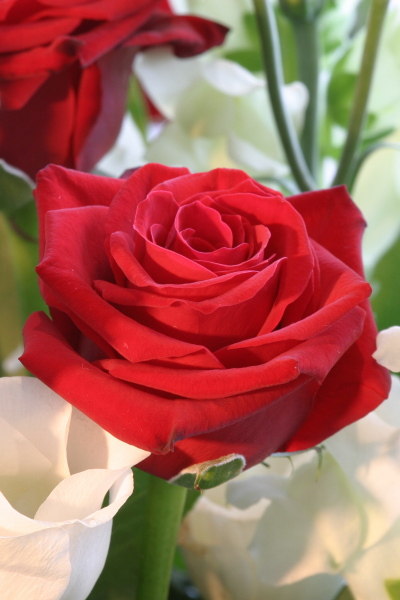
رزهای سفید و سرخ

در آغاز ژوئن، صورت فلکی گاو و در پایان آن صورت فلکی دوپیکر را داریم. البته به دلیل حرکت تقدیمی در اعتدال بهاری ژوئن با نشان ستاره‌بینی برج جوزا آغاز می‌شود و با برج سرطان پایان می‌یابد.
چون نام ژوئن یا جون از نام خدایگان یونو (juno) (یا هرا) گرفته شده‌است و یونو خدای ازدواج و زوج‌های ازدواج کرده بود، برخی این مطلب را به فال نیک می‌گیرند و آن را عاملی مؤثر در خوشبختی می‌دانند برای همین در این ماه بیشترین شُمار ازدواج دیده می‌شود.
افسانه‌ای ایسلندی می‌گوید که اگر در ۲۴ ژوئن، برهنه در شبنم‌های سحرگاه تنی به آب بزنی، آنگاه تا هنگامهٔ پیری در ساحل چنین خواهی کرد.

## رویدادهای ژوئن
- Festa della Repubblica روز جمهوری در ایتالیا در دوم ژوئن هر سال جشن گرفته می‌شود. این روز یادآور همه‌پرسی برگزار شده در سال ۱۹۴۶ است.
- جشنوارهٔ اجور در دو هفتهٔ نخست ژوئن در انگلستان.
- در بیشتر سال‌ها جام جهانی فوتبال در این ماه برگزار می‌شود.

## نمادها
- سنگ زاده شدگان این ماه کریزوبریل، سنگ ماه و مروارید است. به معنی سلامتی و طول عمر.
- گل زاده شدگان این ماه پیچ امین‌الدوله و رز است.[۲]
- طالع بینی این ماه، برج‌های جوزا یا سرطان است.

## نگارخانه

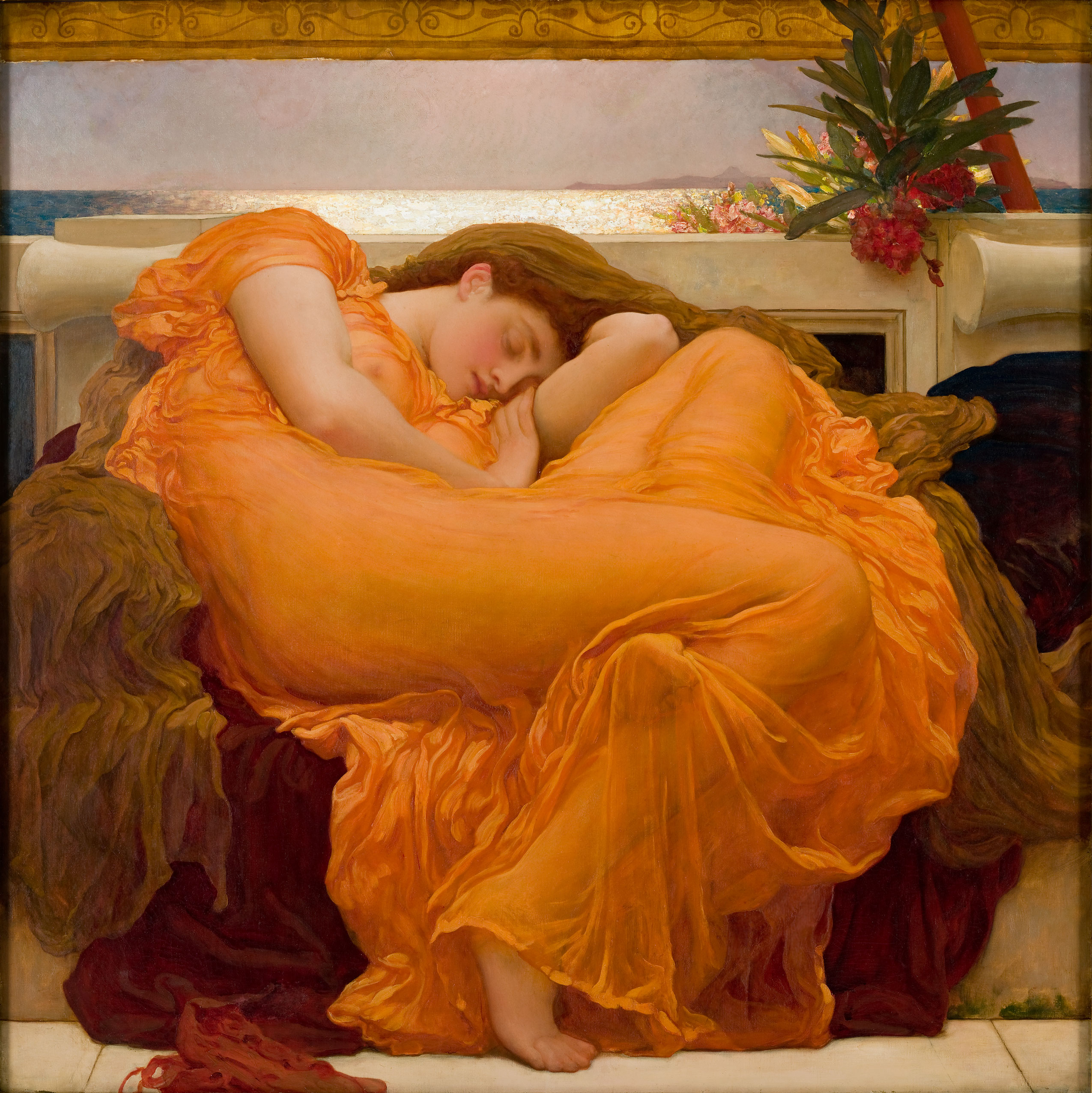
ژوئن سوزان اثر فردریک لیتون